# Winnetou (serial telewizyjny)
Winnetou (niem. Mein Freund Winnetou) – niemiecki serial z 1980 roku. Polska premiera odbyła się w 1984 roku.

## Obsada
- Pierre Brice jako Winnetou
- Ignacio Martinez jako Chihuahua
- Elpidia Carrillo jako Wetatoni